# NGC 2696
NGC 2696 је елиптична галаксија у сазвежђу Хидра која се налази на NGC листи објеката дубоког неба.
Деклинација објекта је - 5° 0' 34" а ректасцензија 8h 50m 42,0s. Привидна величина (магнитуда) објекта NGC 2696 износи 13,3 а фотографска магнитуда 14,3. NGC 2696 је још познат и под ознакама MCG -1-23-4, NPM1G -04.0271, PGC 24851.